# Buskskvättor
Buskskvättor (Saxicola) är ett släkte med fåglar i familjen flugsnappare.

## Utbredning och vistelseort
Buskskvättorna förekommer i stora delar av gamla världen, från Brittiska öarna österut till Stilla havet och söderut till Afrika söder om Sahara. Den har också tagit sig så långt som till Madagaskar, Maskarenerna och Små Sundaöarna. De är alla insektsätare som häckar i öppen buskvegetation och gräsmarker med spridda buskage.

## Systematik
Tidigare fördes buskskvättorna tillsammans med andra små trastliknande fåglar som exempelvis rödstjärtar och stenskvättor till familjen trastar, men DNA-studier visar dock att de är närmare släkt med flugsnappare i familjen Muscicapidae och förs numera dit. Även inom släktet är taxonomin omdiskuterad, där olika auktoriteter erkänner olika många arter.
Studier av DNA (Illera et al 2008) visar att släktet Saxicola har sitt ursprung i Asien och då troligen från Centralasien, sydvästra Asien eller Indiska halvön. Därifrån har släktet sedan spridit sig. AviList urskiljer 13 arter i släktet:
- Flodbuskskvätta (Saxicola jerdoni)
- Grå buskskvätta (Saxicola ferreus)
- Timorbuskskvätta (Saxicola gutturalis)
- Buskskvätta (Saxicola rubetra)
- Ökenbuskskvätta (Saxicola macrorhynchus)
- Svart buskskvätta (Saxicola caprata)
- Mongolbuskskvätta (Saxicola insignis)
- Vitstjärtad buskskvätta (Saxicola leucurus)
- Vitgumpad buskskvätta (Saxicola maurus) – inkluderar amurbuskskvätta
- Réunionbuskskvätta (Saxicola tectes)
- Afrikansk buskskvätta (Saxicola torquatus)
- Kanariebuskskvätta (Saxicola dacotiae)
- Svarthakad buskskvätta (Saxicola rubicola)

Den sydafrikanska drakensbergskvättan (Campicoloides bifasciatus) placerades tidigare i Saxicola men anses numera vara mer avlägset släkt, systerart till Emarginata.

## Namn
Det vetenskapliga släktnamnet Saxicola betyder ungefär "klippinvånare" på latin och härstammar från orden saxum, "sten" eller "klippa" och incola, "invånare" eller "boende".

## Status
De flesta av arterna är vanligt förekommande i rätt miljö. Sindbuskskvättan och mongolbuskskvättan har båda dock begränsade utbredningsområden och minskar i antal, varför de är med i IUCN:s rödlista som sårbara. 

## Galleri

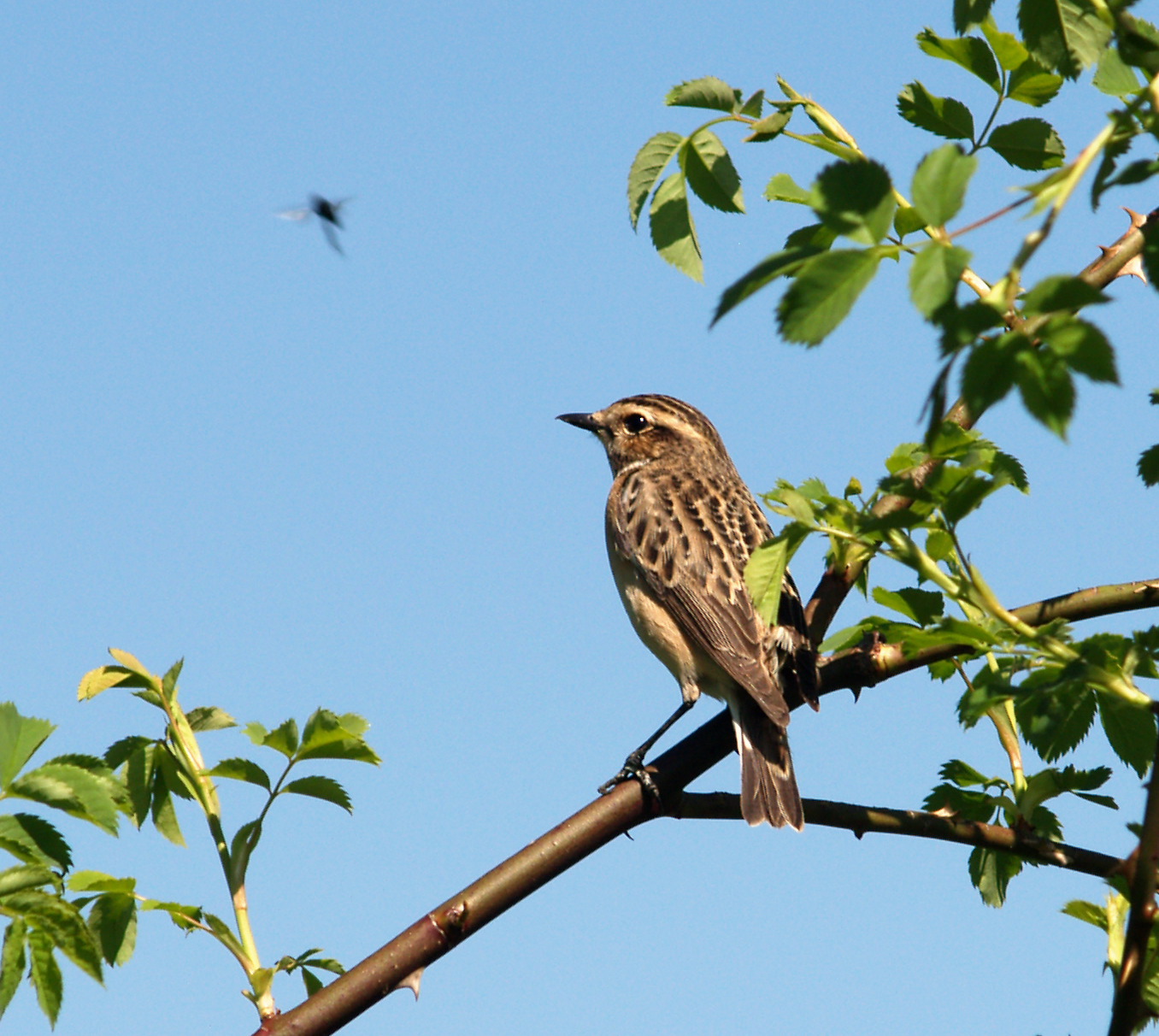
Buskskvätta, hona.
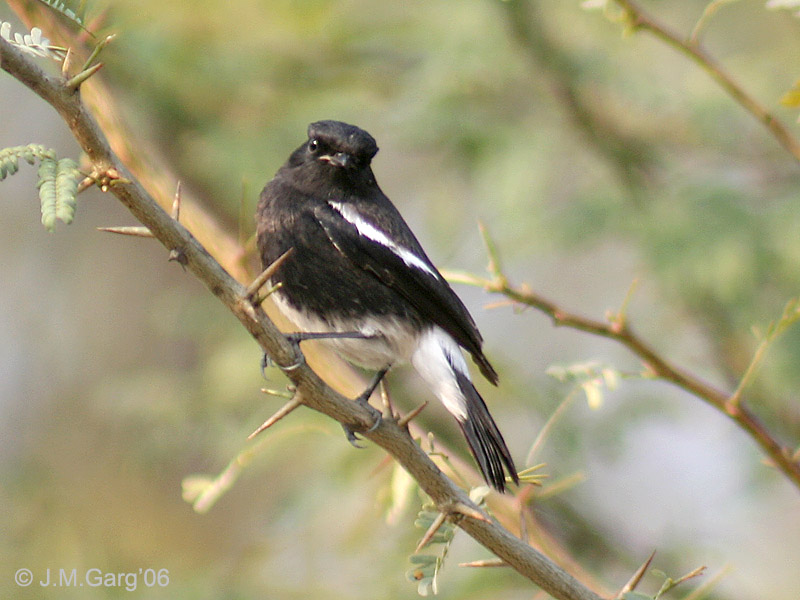
Svart buskskvätta (Saxicola caprata), hane.
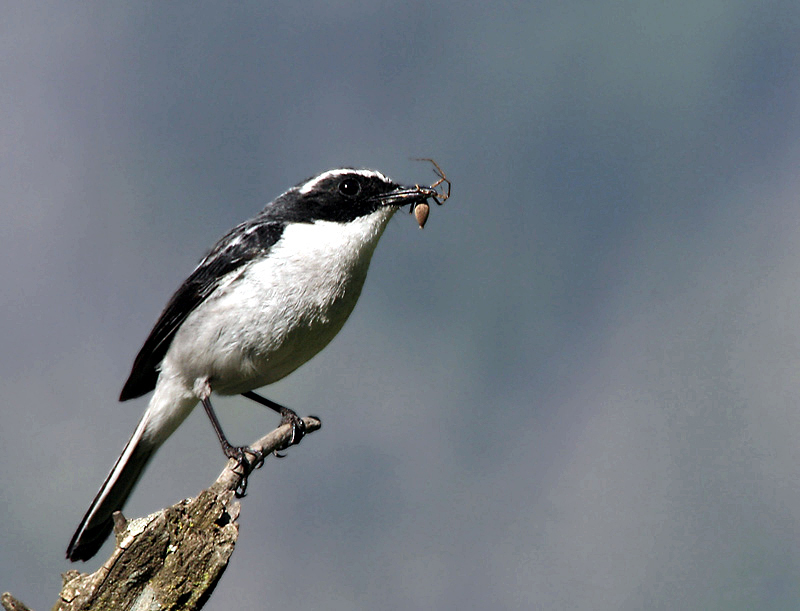
Grå buskskvätta (Saxicola ferreus), hane.